# Storia della moda 1700-1750

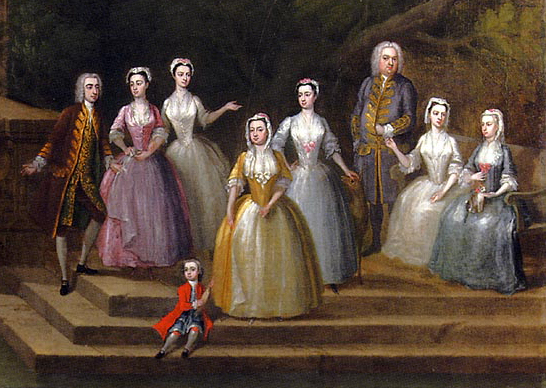
In questo ritratto famigliare inglese, le dame indossano vestiti color pastello con gonne chiuse e cuffie di pizzo. Gli uomini di casa indossano abiti in velluto con ricami dorati. c.1730–1740

La storia della moda nel periodo 1700–1750 nell'Europa occidentale è caratterizzata da forme più longilinee sia nell'abbigliamento femminile che in quello maschile, con l'apertura verso l'epoca che si definisce tardobarocco e rococò. La nuova moda della prima metà del Settecento ebbe un grande impatto sulla società, influenzando non solo le corti e l'aristocrazia, ma anche le classi medie e basse. Il vestiario in questo periodo era prevalentemente caratterizzato da colori leggeri, pastello e da disegni asimmetrici e leggeri. Le parrucche rimasero un accessorio fondamentale sia per uomini e per donne ed erano prevalentemente bianche; i capelli naturali potevano essere incipriati allo scopo, per seguire la moda.
In questo periodo inizia a crearsi quella distinzione tra "abito di corte" e "abito quotidiano" che andrà sempre più affievolendosi nel corso del Settecento sino a scomparire completamente a fine secolo.
Anche il concetto di moda diviene molto più chiaro nel primo Settecento, con la diffusione delle prime riviste specializzate che presentavano i modelli più di tendenza, originariamente destinati unicamente alle classi più elevate, giungendo poi a catturare l'attenzione anche delle classi minori con illustrazioni a colori e informazioni sempre più aggiornate sulle ultime novità sul mercato.

## Moda femminile

### Gonne e vestiti

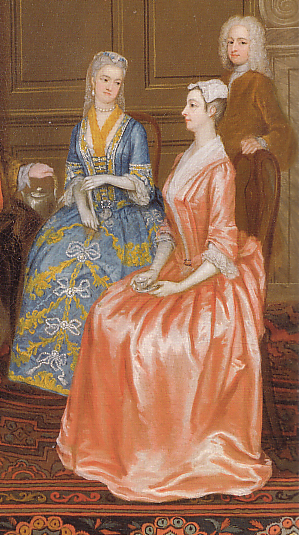
Una postura rigida data da un severo busto è la caratteristica della moda femminile della prima metà del Settecento.

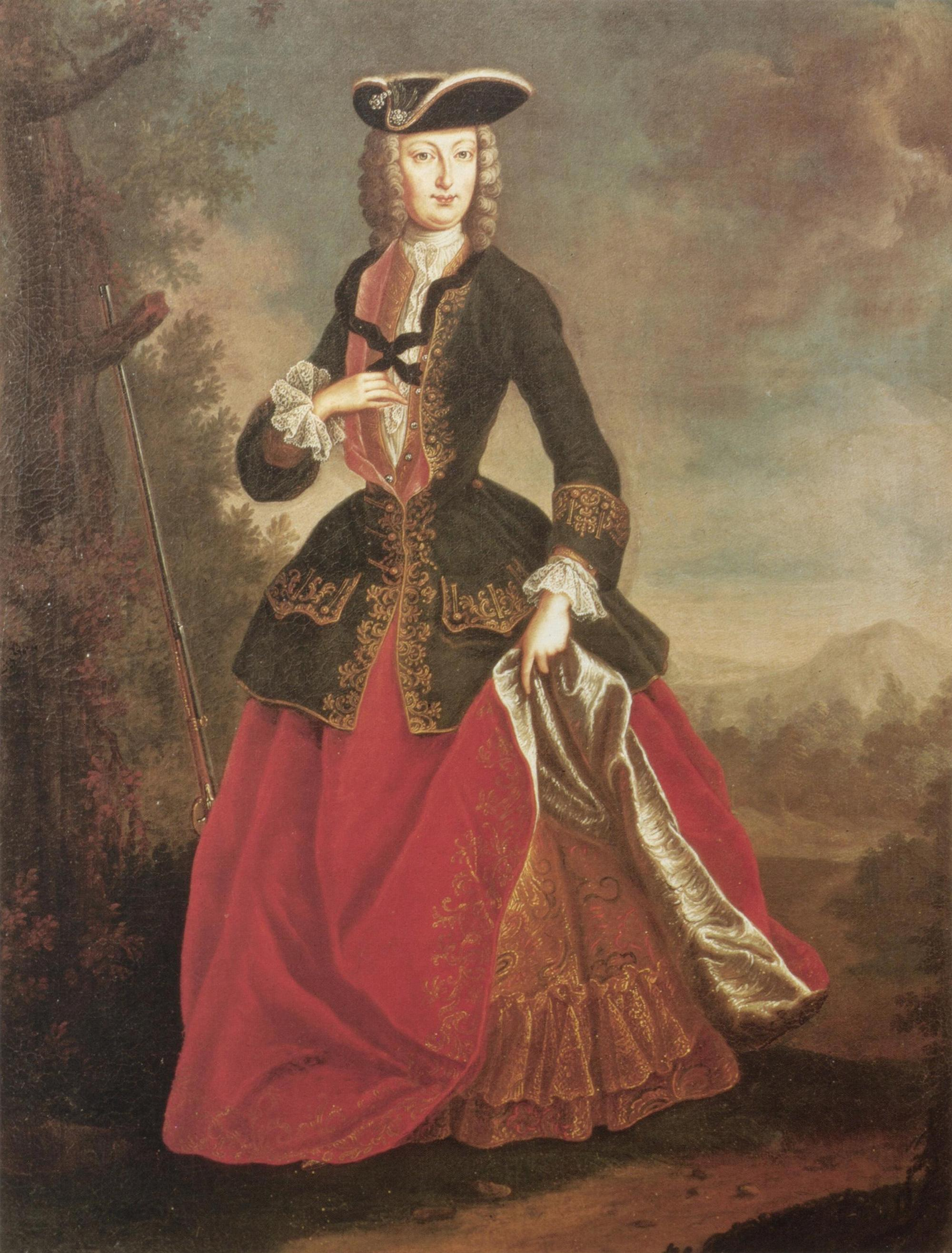
L'imperatrice Elisabetta Cristina del Sacro Romano Impero in abito da caccia.

Nei primi decenni del Settecento, l'abito formale era composto da una mantua e da una sottogonna chiusa, a sua volta coperta da una sopragonna di mantua. Questo stile più formale venne ad ogni modo abbandonato progressivamente per una moda più rilassata.
La robe à la française era composta da un corpetto contraddistinto da lacci e nastri sul fronte e con imbottiture laterali impreziosite anch'esse da pizzo, nastri e fiori ricamati. Le maniche a sbuffo erano un altro componente importante. La scelta dei tessuti si spostò dal velluto al cotone indiano, alla seta e al damasco. Meno formale era invece la robe à l'anglaise seguendo l'idea che lo stile inglese fosse più rilassato e meno formale di quello francese, con tessuti senza particolari decorazioni e spesso a colori uniti, senza coda, con del pizzo solo attorno al collo. La gonna poteva essere aperta sul davanti a mostrare la sottogonna di colore contrastante. Le maniche degli abiti potevano essere "a campana" o "a tromba" ed erano rifinite con del pizzo. La linea del collo e della scollatura poteva essere ornata con nastri, gioielli o pizzo. I gioielli più utilizzati erano le perle.

### Intimo
Durante tutto il XVIII secolo, uno degli elementi più importanti della moda femminile fu certamente il corpetto che conferiva innanzitutto una postura eretta al corpo che era particolarmente apprezzata.
Sotto le gonne si trovavano dei "panieri" per tenerle sopraelevate, ma essi erano spesso di ridotte dimensioni rispetto al passato e comunque potevano variare di dimensioni a seconda dell'occasione, aumentando se le occasioni erano formali.
Alcune donne inglesi indossavano una sorta di mutande a pantaloni, pur non essendo ad ogni modo particolarmente comuni all'epoca.
Comuni erano anche dei panciotti di lana da portare sopra il corsetto per scaldarsi, come pure l'uso di sottovesti in lana per i periodi invernali.
Le borsette con gli effetti personali delle dame erano spesso appese alla vita e spesso si trovavano sotto i vestiti.

### Vestiti particolari
Nel corso della prima metà del XVIII secolo iniziarono a diffondersi degli abiti per alcune occasioni particolari come ad esempio la caccia: le donne in quest'occasione indossavano delle giubbe simili a quelle previste per la moda maschile spesso con una sottoveste coordinata. Solitamente le dame indossavano anche un cappello a tricorno per attività come la corsa a cavallo o la caccia. Gli abiti da caccia invernali potevano essere completati da ornamenti in pelliccia oppure essere realizzati in pelo per mantenere il calore corporeo.

### Stoffe e colori
Nei primi anni di questo periodo, le donne dell'alta società parigina presero ispirazione dalla corte dove Madame de Maintenon lanciò la moda di vestiti color pastello. Le ragazze più giovani, invece, vestivano spesso con colori gargianti o con ornamentazioni floreali.
Gradualmente, allo stile "tinta unita" si sostituì una certa elaborazione negli abiti con l'uso di nastri, pizzi e rosette. Spesso i panciotti portati sopra i busti erano realizzati in seta ed erano riccamente decorati con motivi floreali, dimostrando grande attenzione al dettaglio e precisione nella realizzazione dei particolari. Verso la metà del secolo iniziò a diffondersi la fantasia a strisce sia nel vestito che nella gonna.
Chintz, un cotone di fabbricazione indiana con immagini stampate su base bianca, iniziò pure a diffondersi nella prima metà del secolo e nemmeno i bandi contro la sua importazione per proteggere i tessuti di fabbricazione inglese riuscirono a ridurne la richiesta. Sete e lane broccate con motivi floreali e colori chiari di fondo erano pure molto richieste come pure iniziò a prendere piene il misto lino-lana. Sino agli anni '30 del Settecento, le tessiture europee erano di qualità inferiore rispetto a quelle create in oriente, in particolare perché queste ultime utilizzavano tinte particolarmente resistenti alla luce e all'usura.

### Scarpe e accessori

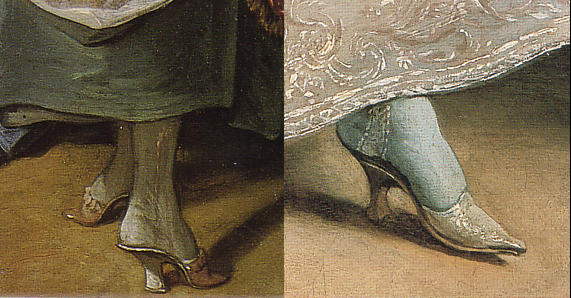
Scarpe del 1742 (a sinistra) e del 1731 (a destra).

Le scarpe del periodo precedente alla prima metà del Settecento avevano tacchi ricurvi, una suola squadrata e un legaccio sul tallone, ma iniziarono a innalzarsi nel secondo decennio del XVIII secolo. Esse avevano la forma di pantofole ed erano utilizzate sia all'interno della casa che all'esterno (ma non per strada). Questo tipo di scarpe rimase popolare sino alla fine del secolo.
Le donne, in particolare in Francia, iniziarono ad indossare la boutonnière, un piccolo bouquet di fiori freschi posti all'interno di una piccola bottiglietta di una decina di centimetri di lunghezza contenente acqua per prolungarne la durata.

### Trucco
Il trucco tipico delle dame del XVII secolo si basava su un fondotinta pesante e bianco fatto polvere di piombo, bianco d'uovo e diverse altre sostanze. 
Questo era sovrastato da una polvere biancastra (tipicamente fecola di patate o di riso) e il colore rosso o ciliegia per la tintura delle labbra.
Pezzi di stoffa con punti, cuori o stelle potevano essere applicati al viso con degli adesivi a seconda delle occasioni.
```
Questa particolare moda si originò probabilmente dalla necessità da parte delle dame di nascondere i segni del vaiolo che molte avevano contratto, ma finirono ben presto per assumere una connotazione precisa. L'uso in particolare di nei finti di colore nero ebbe notevole popolarità con un codice preciso: un neo nei pressi della bocca significava sensualità e disponibilità a flirtare; uno sulla guancia destra significava che la donna che lo portava era sposata; uno sulla guancia sinistra significava che la donna che lo portava era fidanzata; uno all'angolo dell'occhio significava che la donna che lo indossava era disponibile come amante.
[
9
]
```

### Galleria di stile

#### 1700–1730

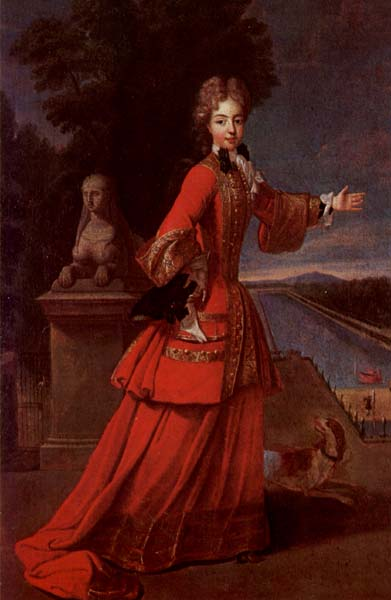
1 – c. 1700
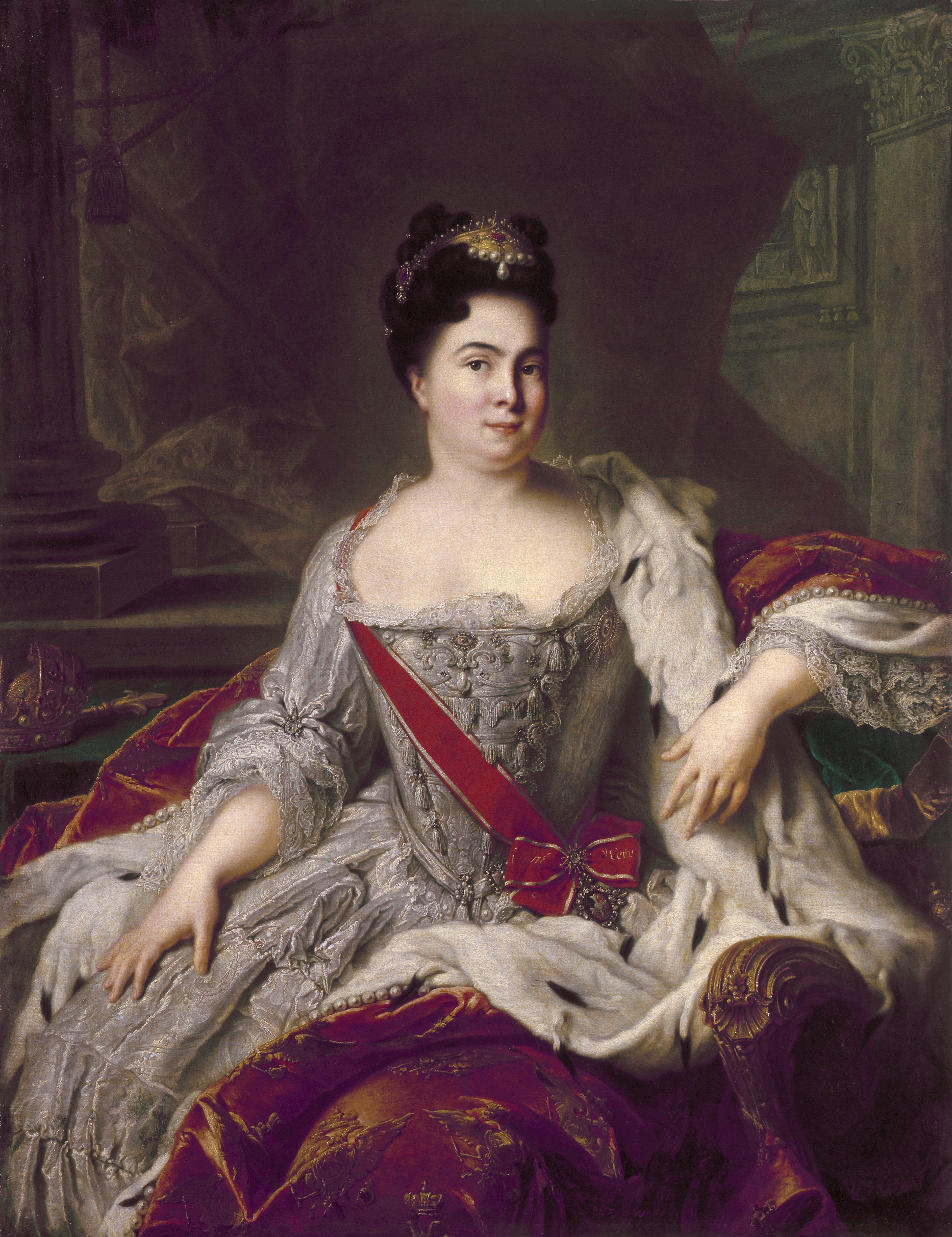
2 – 1717
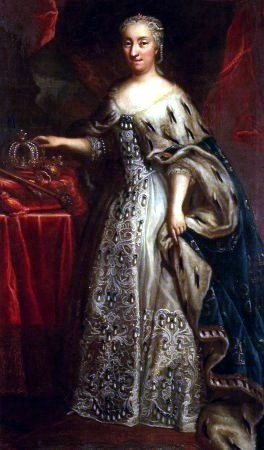
3 - 1718
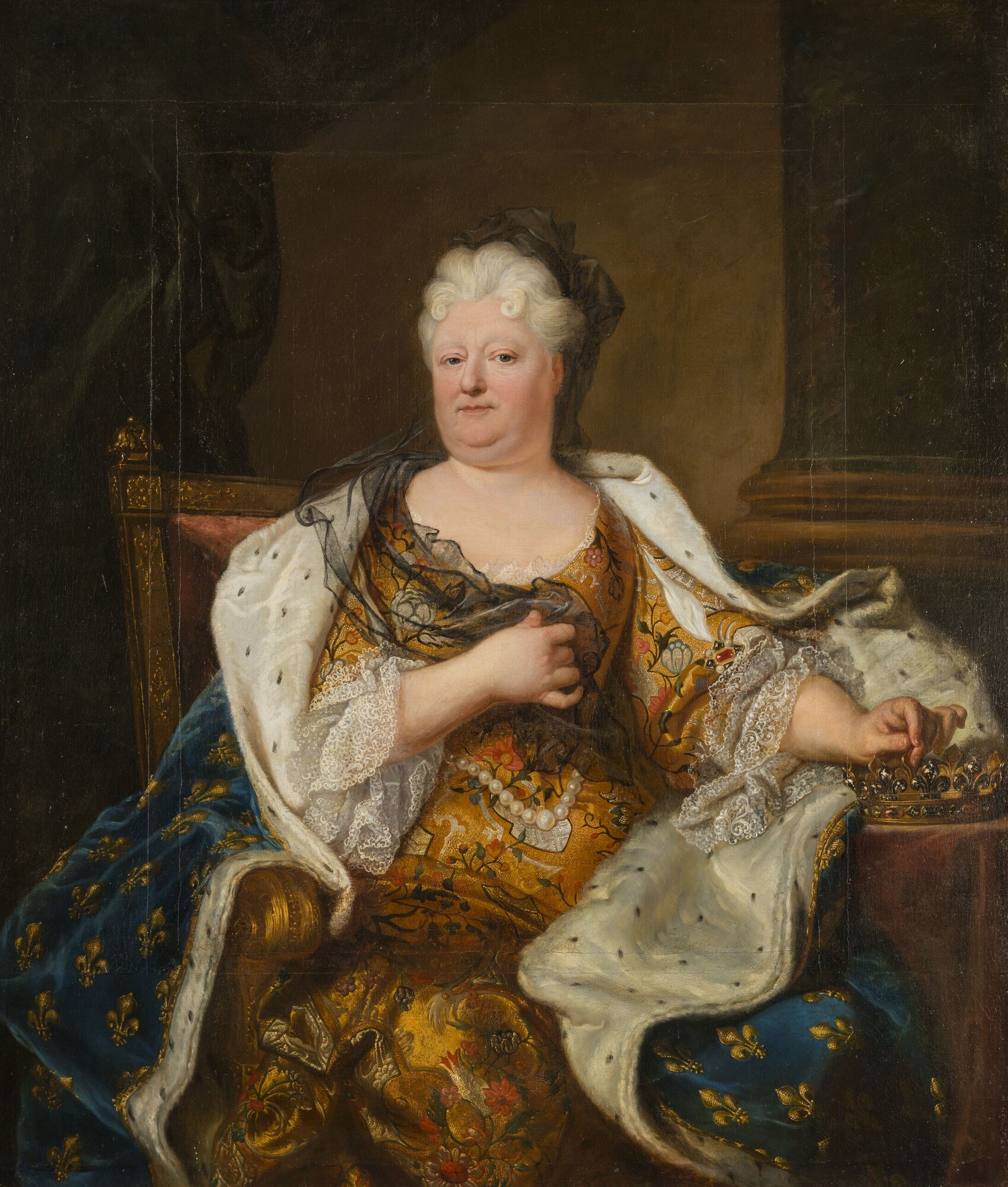
4 – c. 1719
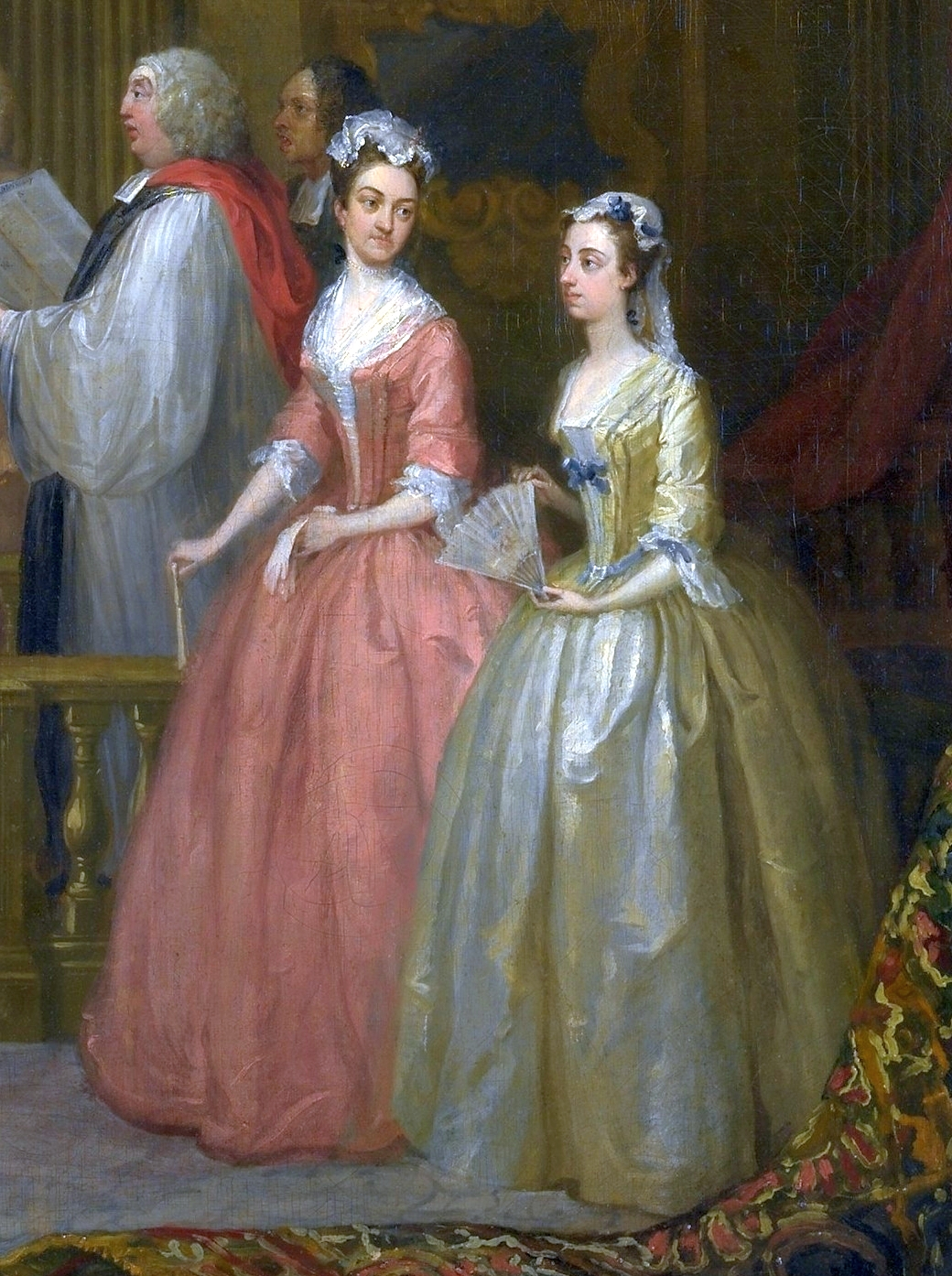
5 – 1729
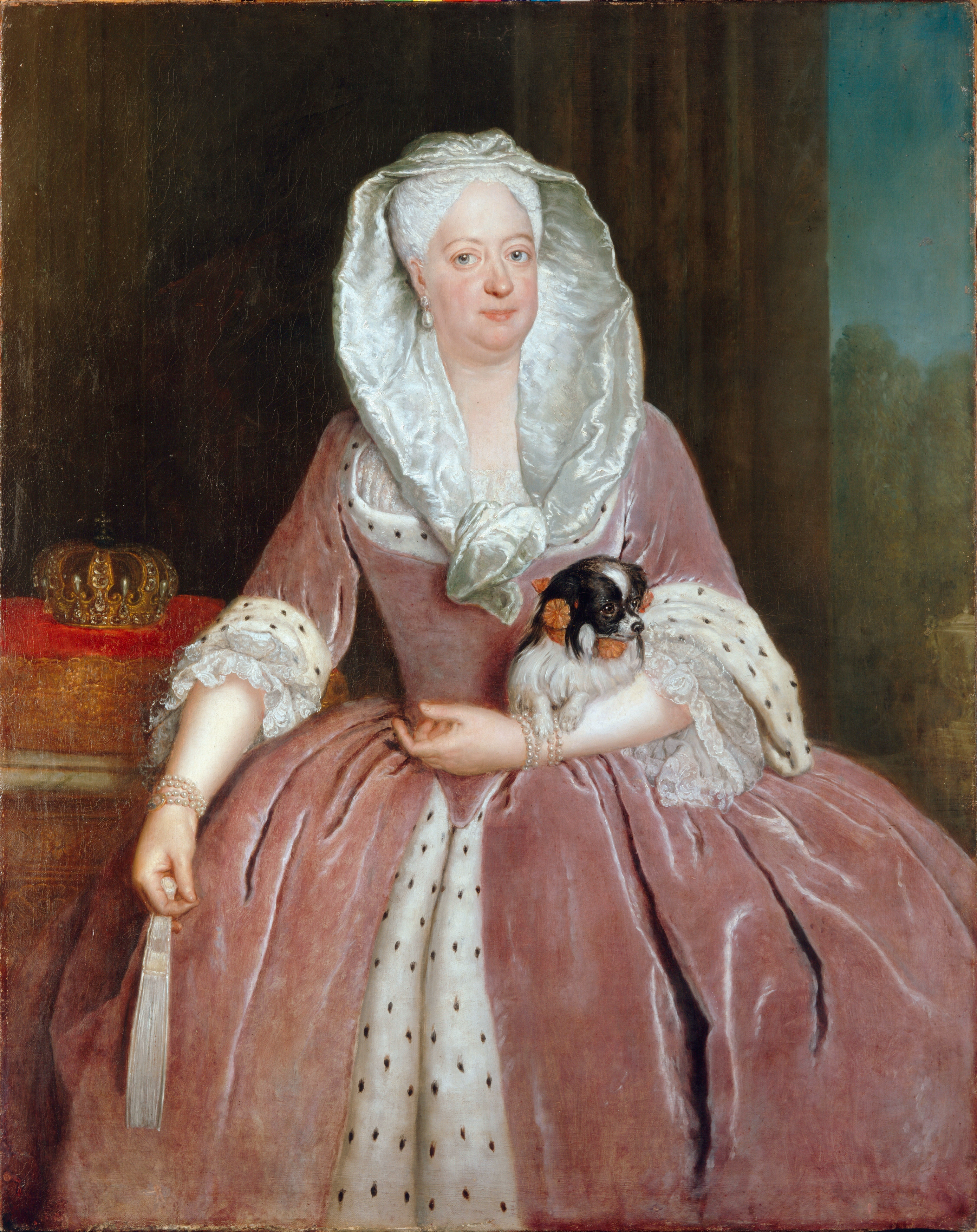
6 – 1737
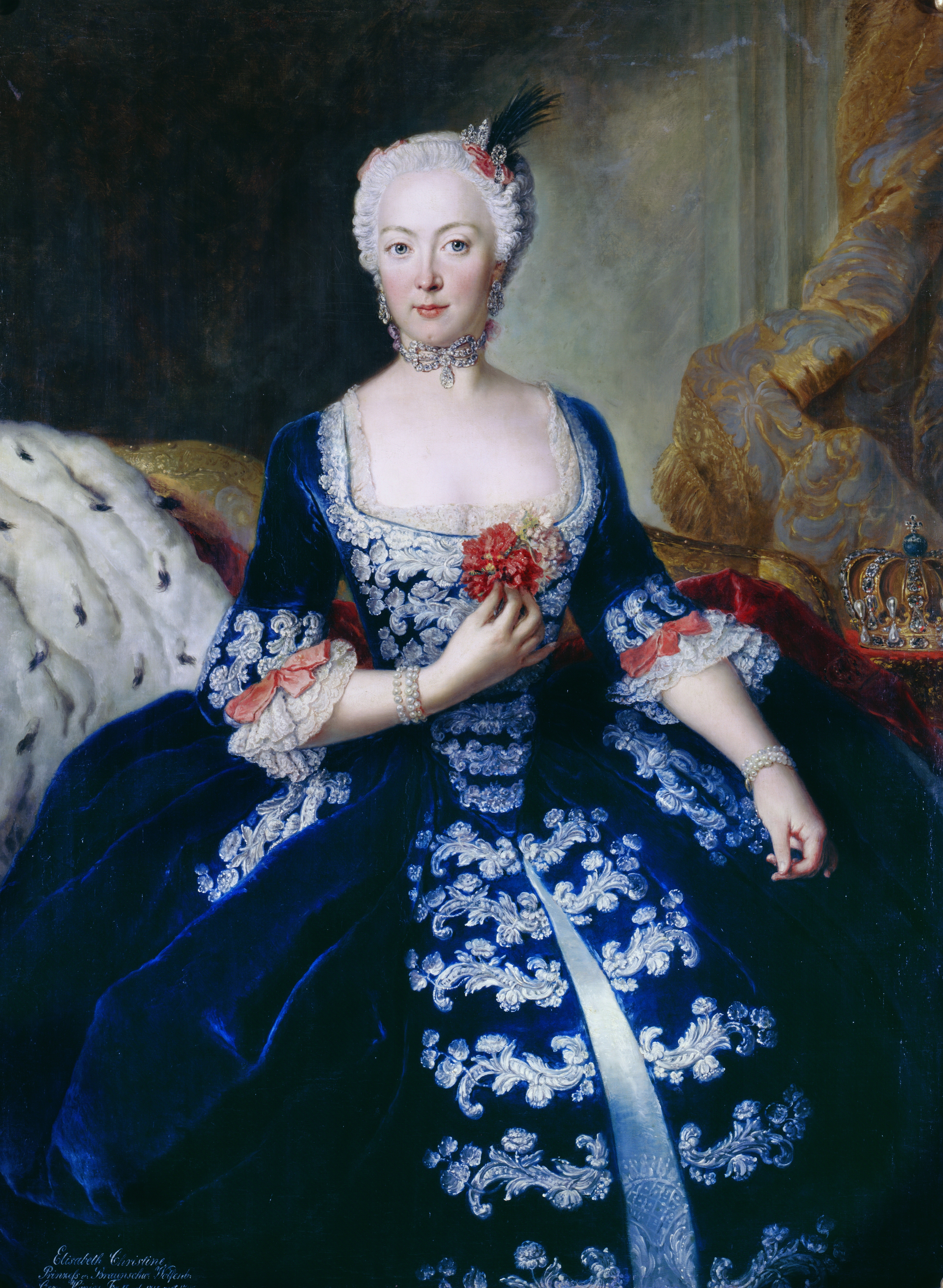
7 – 1739
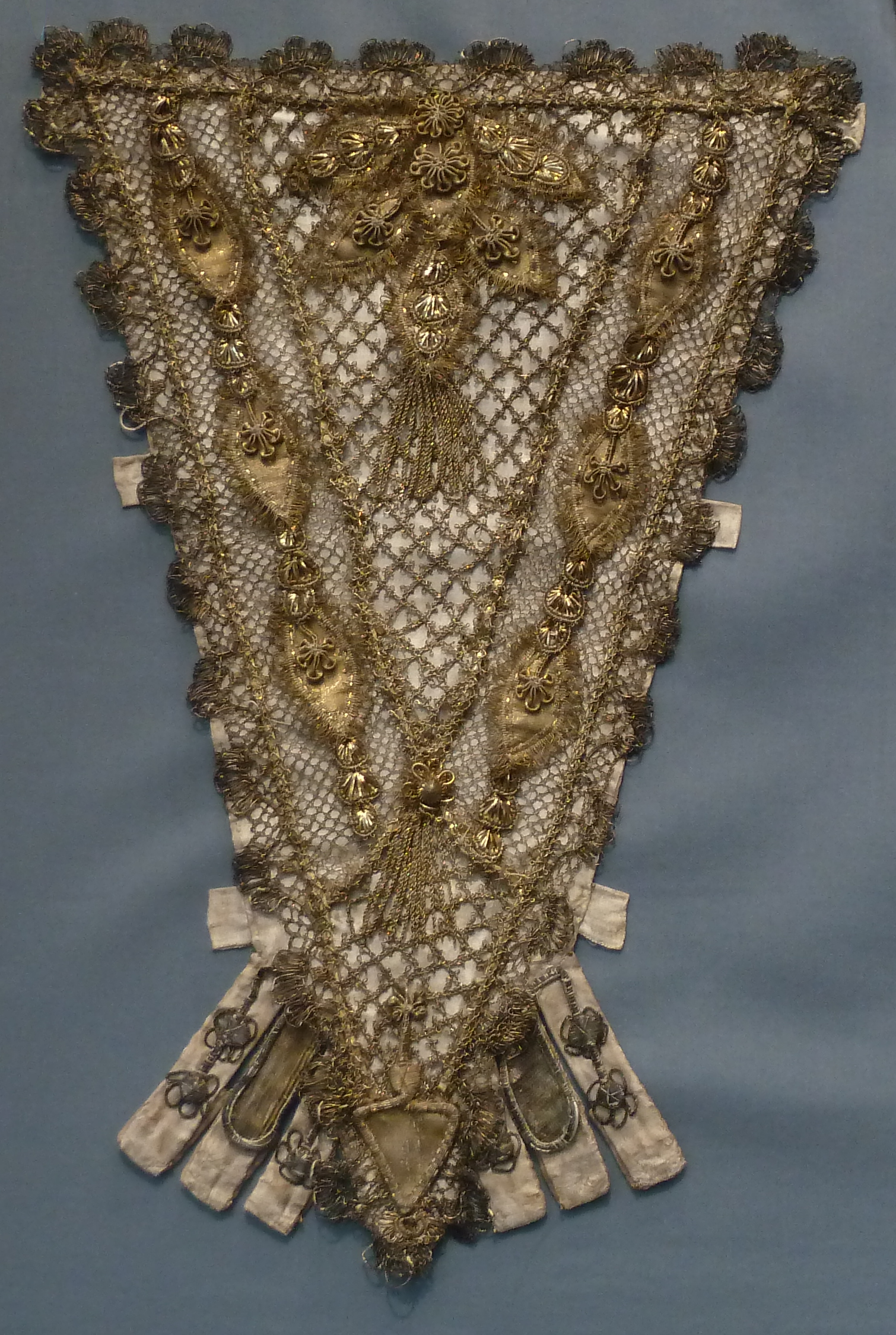
8 - 1700-1750

1. Adelaide, duchessa di Borgogna indossa un abito da corsa simile a quello in uso nella moda maschile dell'epoca con una gonna in coordinato.
2. La zarina di Russia Caterina I, in abito di corte. Indossa una voluminosa gonna bianca con dei pizzi nella parte inferiore, una scollatura squadrata decorata con pizzi. Il mantello è in velluto rosso ed ermellino. Il ritratto venne realizzato nel 1717.
3. Ulrica Eleonora, regina di Svezia 1718–1720, con un abito e gonna coordinati.
4. Elisabetta Carlotta, duchessa d'Orléans indossa in questo ritratto un velo e un cappello neri in segno di vedovanza, mentre il suo abito è color oro con una decorazione con ghiande e fiori. Sulle spalle porta un mantello di velluto blu con gigli dorati simbolo della sua appartenenza alla famiglia reale francese, c. 1719.
5. Partecipanti ad un matrimonio con delle mantue tinta unita e gonne in coordinato. Sul capo portano delle cuffie. Inghilterra, 1729.
6. La regina Sofia Dorotea di Prussia indossa una gonna di velluto rosa con un bordo di ermellino.
7. Prussian court fashion: La regina Elisabetta Cristina, moglie di Federico il Grande, indossa un abito con scollatura squadrata, ricami e pizzi. Indossa inoltre una girocollo di diamanti.
8. Pettorina, di seta satin con ricami in filo metallico, appliqués, passamanerie e decorazioni. Francia, prima metà del XVIII secolo. Los Angeles County Museum of Art M.67.8.99.

#### Anni '40 del Settecento

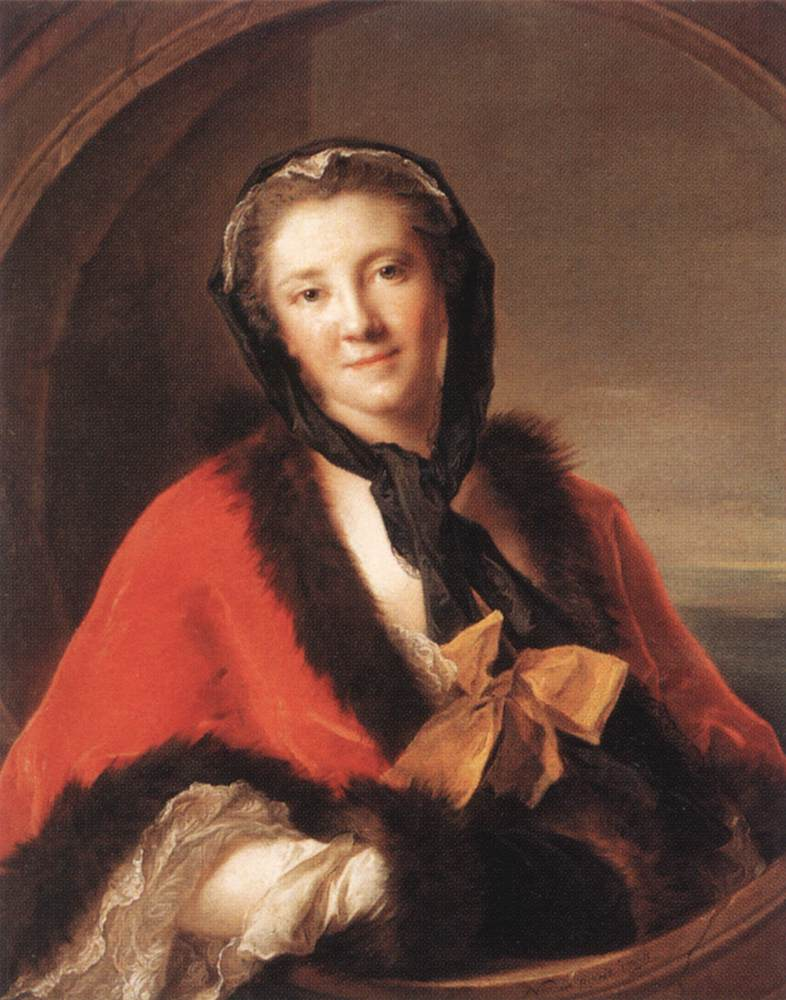
1 – 1741
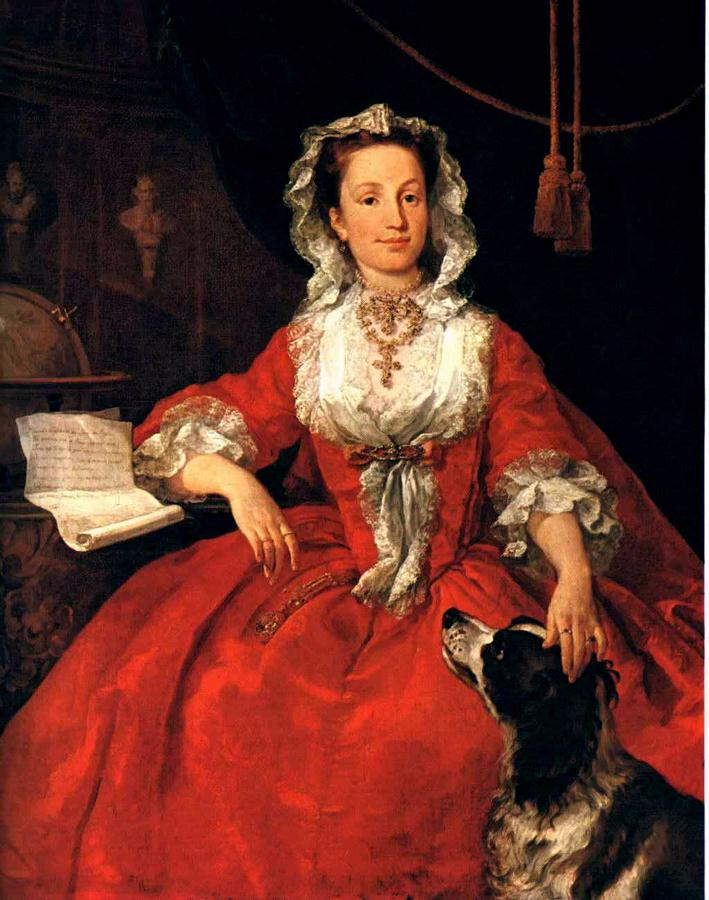
2 – 1742
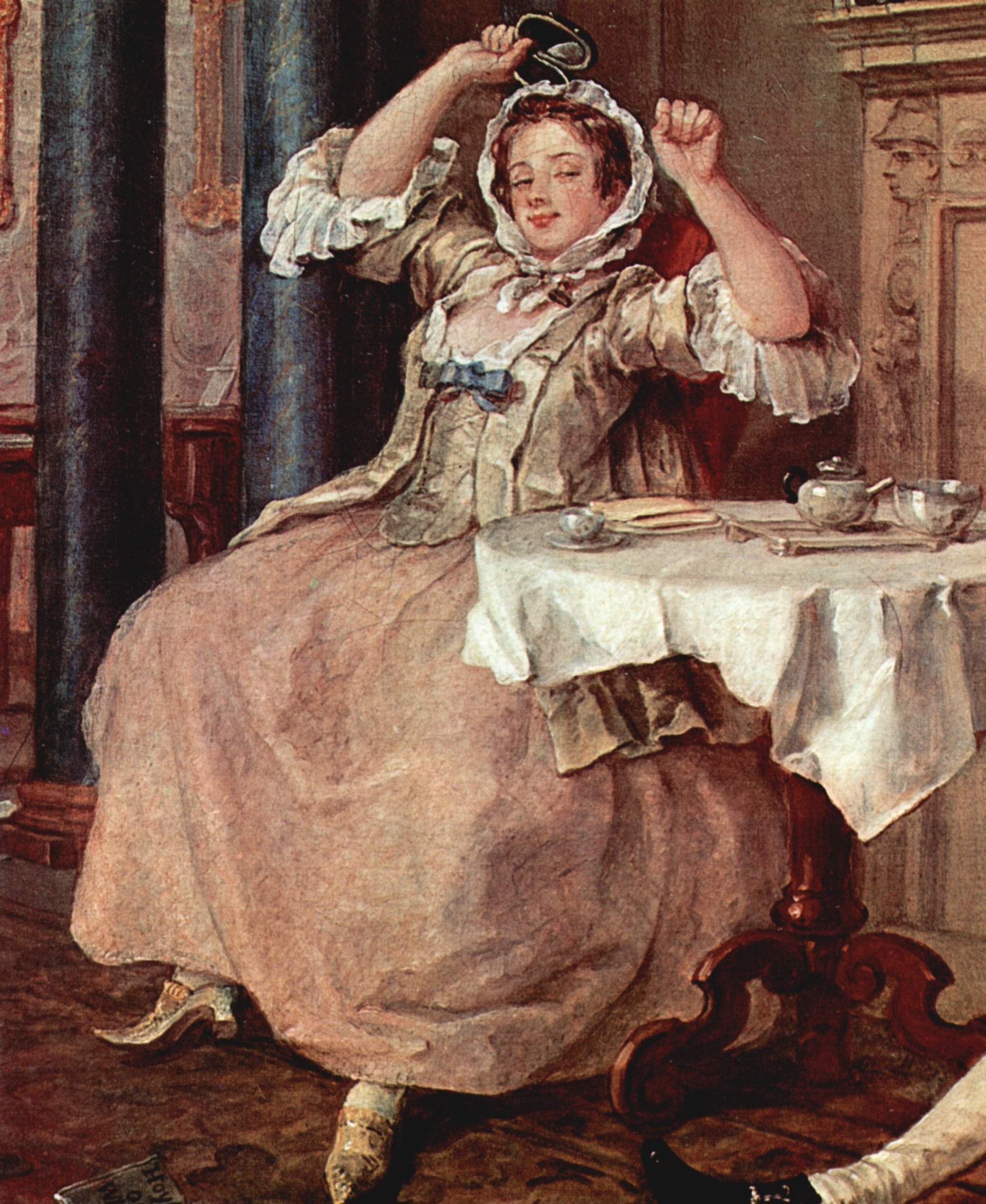
3 – 1743–45
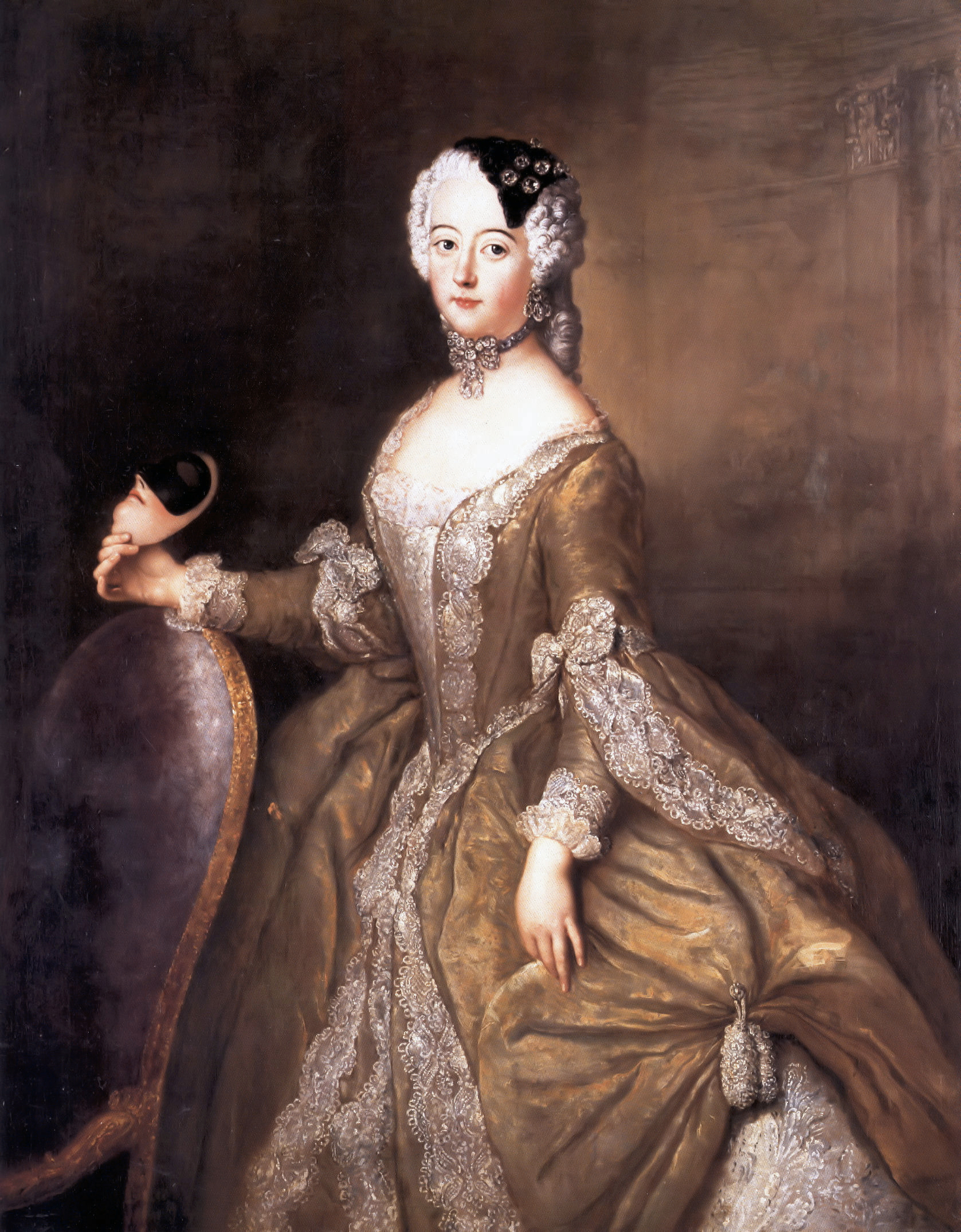
4 – 1744
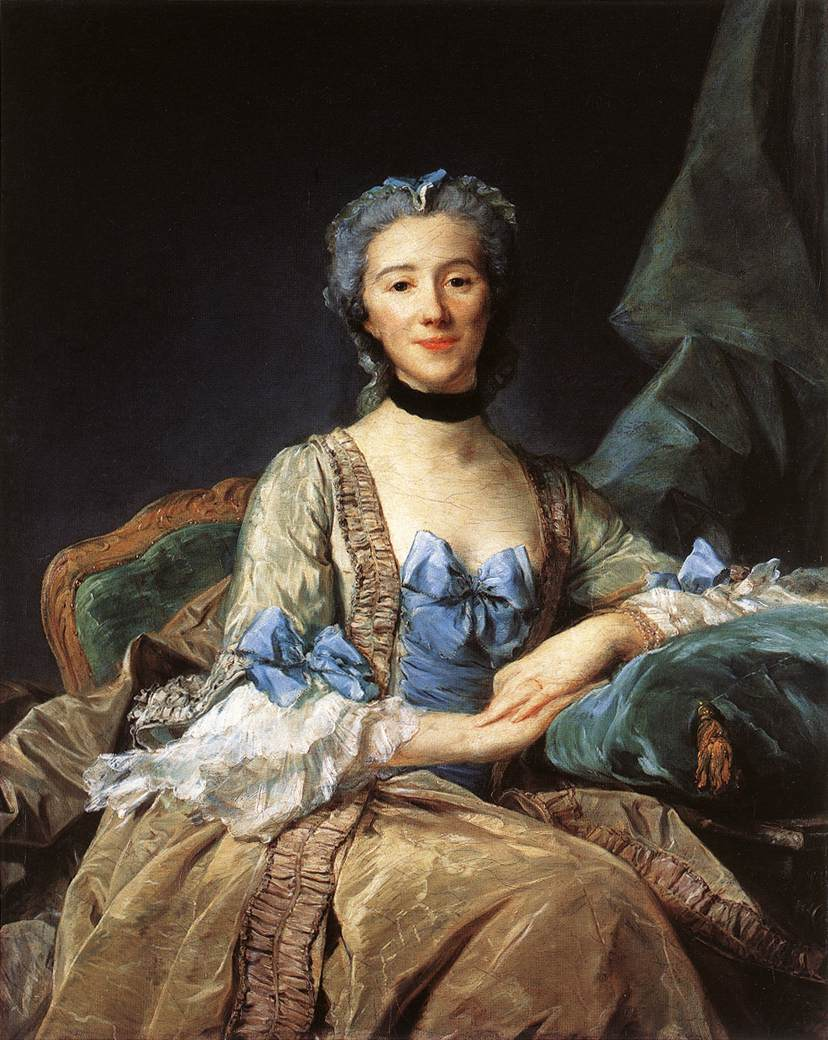
5 – 1749
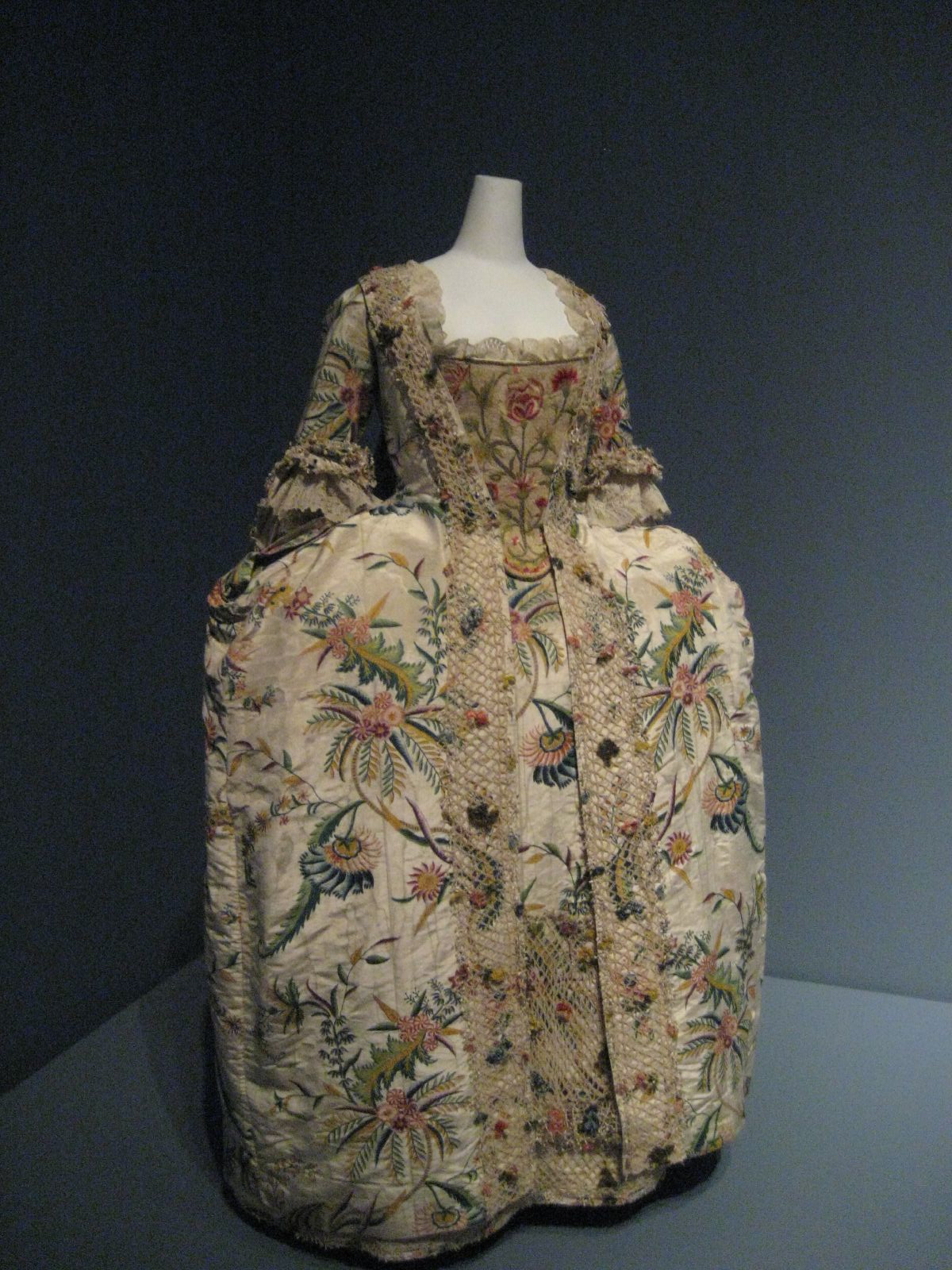
6 – 1740s
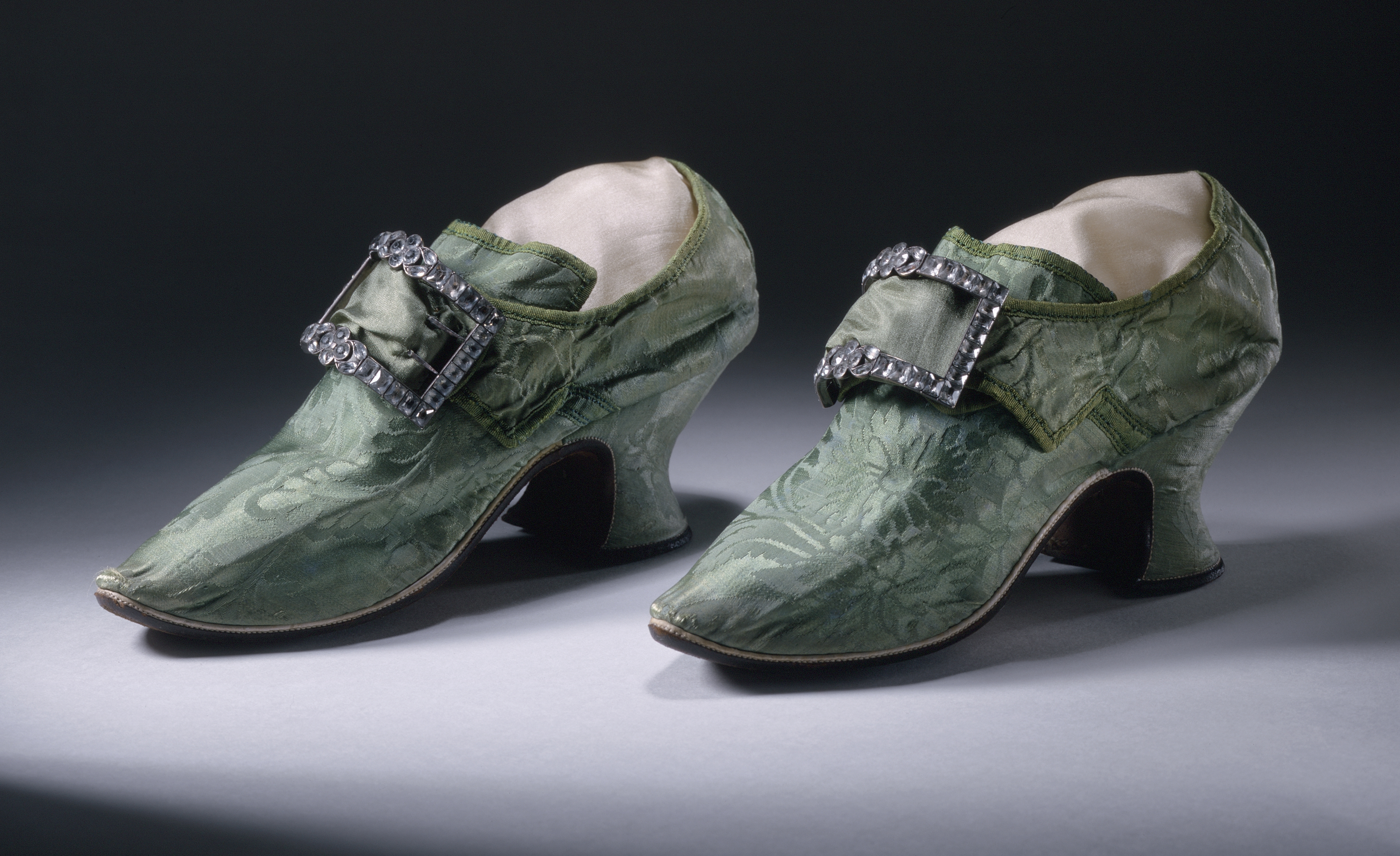
7 - 1740 c.

1. La contessa di Tessin (Ulla Tessin), 1741, indossa un nastro nero sopra il proprio cappello e un mantello rosso con rivestimento in pelliccia, elemento che ricorre anche nel manicotto per le mani. Sulla scollatura è applicato un grande fiocco a nastro.
2. Mary Edwards nel 1742 indossa una gonna rossa con decorazioni in pizzo che ricorrono anche nel cappello.
3. Il dipinto della serie di Hogarth dal titolo Marriage à la Mode rappresenta una giovane moglie con un abito da casa dell'epoca. 1743–45 circa.
4. Luisa Ulrica di Prussia, regina di Svezia, indossa una gonna con delle alzate laterali. La sovragonna è dorata, mentre la sottogonna appare argentata. Sul capo porta un cappello di colore nero con alcuni diamanti che pure si ritrovano nel girocollo. Dipinto del 1744.
5. La gonna aperta di Madame de Sorquainville è bordata di pizzo e mette in contrasto il colore blu della pettorina col resto dell'abito.
6. Una Robe à la française conservata al Metropolitan Museum of Art, New York, che mostra una sottogonna coordinata alla pettorina all'interno dell'abito. Di provenienza inglese ma di fabbricazione olandese o tedesca, negli anni '40 del Settecento.
7. Scarpe in seta inglesi con fibbie in diamanti, anni '40 del Settecento.

## Moda maschile

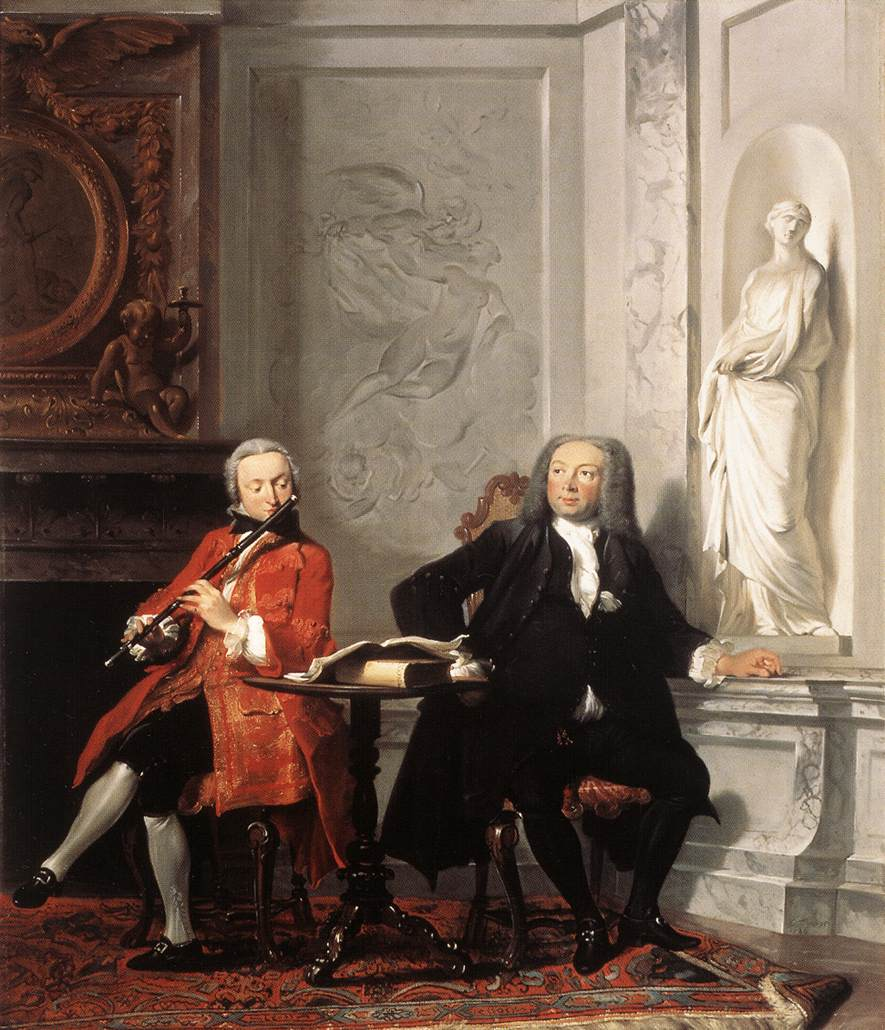
Jeronimus Tonneman e suo figlio che indossano dei cappotti, vestiti, calzoni, calze di seta e scarpe con fibbie. Dipinto del 1736.

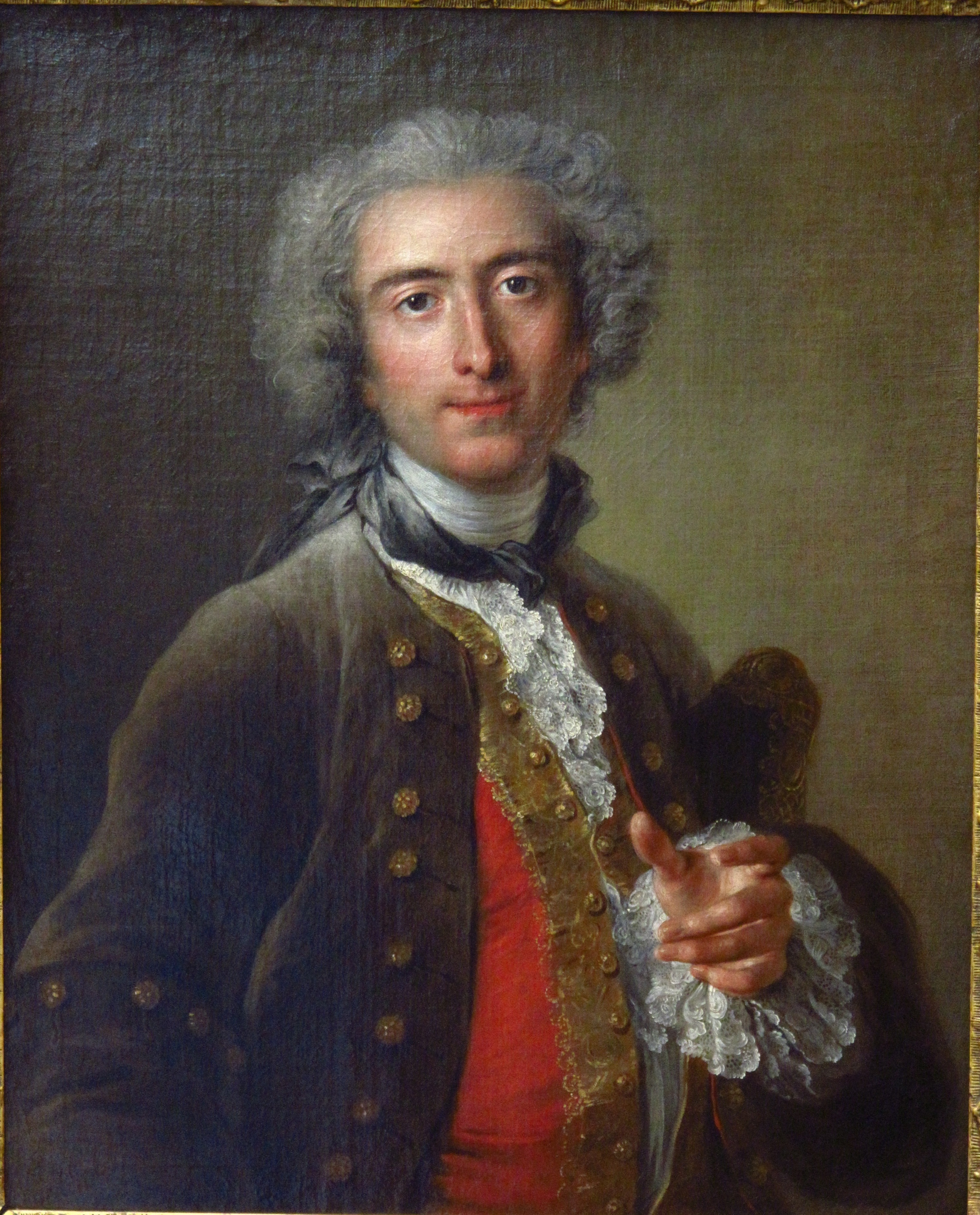
Philippe Coypel indossa un panciotto bordato di pizzo dorato sotto una giubba marrone La camicia ha dei pizzi al collo e alle maniche. Dipinto del 1732.

### Abito
L'abito maschile, noto come habit à la française, era composto di tre parti: il giustacorpo, la giacca e braghe. Il giustacorpo era la parte più decorativa dell'abito, spesso molto decorato e raffinato. Nel XVIII secolo i giustacorpi si fermavano spesso al ginocchio. Le giubbe erano indossate sopra il tutto, erano aperte sul davanti ed erano spesso meno decorate. I tessuti prescelti erano prevalentemente seta, velluto e broccato, con la lana destinata alle classi borghesi oppure agli abiti da caccia o da corsa a cavallo.

#### La giubba
I primi esempi di giubbe erano già indossati dal Seicento, ma nel Settecento essi cambiarono completamente forma aprendosi sul davanti per lasciare spazio alla visibilità del giustacorpo e delle sue decorazioni. Solitamente avevano una lunga fila di bottoni che non venivano perlopiù usati ma che consentivano di chiudere la giubba in caso di freddo. Sui lati presentavano solitamente delle lunghe tasche verticali con chiusura ricamata o decorata. La giubba aveva delle maniche rivoltate per diversi centimetri che avevano unicamente funzione decorativa e potevano essere ricamate.

#### Braghe
La moda del primo Settecento vede l'introduzione delle braghe al ginocchio, con patta a bottoni nella parte frontale e senza altri supporti. Al ginocchio i pantaloni erano assicurati tramite lacci o bottoni. Sotto si trovavano le calze, solitamente bianche, e di seta.

### Scarpe
Nel primo Settecento, le scarpe degli uomini avevano ancora una forma squadrata come nel secolo precedente. Dal 1720-1730 i tacchi si abbassarono notevolmente, rendendo così le scarpe più confortevoli. Nella parte superiore, le scarpe erano solitamente decorate con fibbie di pietre preziose.

### Accessori
Gli uomini dell'aristocrazia portavano spesso con loro dei bastoni da passeggio, i quali avevano all'apice dei nastri per poterlo eventualmente appendere a uno dei bottoni della giubba e consentire al proprietario di avere le mani libere, soventi per prendere tra le mani le tabacchiere o fazzoletti. Il bastone aveva quindi una funzione meramente decorativa, ma con l'età poteva divenire anche un appoggio. Il pomello poteva essere molto decorato e realizzato con i materiali più disparati e con l'inserzione anche di pietre preziose.

### Acconciature
Le parrucche allonge, nate nel Seicento, continuarono a rimanere popolari sino agli anni '20 del Settecento. Col nuovo secolo, ad ogni modo, variarono molto i colori indossati, anche se il bianco continuò ad essere quello più popolare, con ricci sempre più stretti. In questo stesso periodo iniziò a prendere piede lo "stile cadogan" che prevedeva un tipo di parrucca con rotoli orizzontali di capelli sopra le orecchie. Le parrucche iniziarono ad accorciarsi di lunghezza attorno alla metà del secolo giungendo al massimo fino alle spalle, talvolta coi capelli raccolti sul retro in una coda legata con un nastro nero.
Iniziò nel Settecento a diffondersi l'uso del tricorno come cappello, il quale oltre che nella vita quotidiana era utilizzato anche nei costumi per i balli in maschera o a carnevale.

## Abbigliamento per bambini
Ancora nel primo settecento, i bambini più piccoli indossavano indistintamente delle gonne, sia che fossero maschi sia femmine. In vita, sovente, avevano una sorta di "guinzaglio", un lungo nastro che poteva consentire ai genitori di accompagnarli nei primi passi, impedire che cadessero o si allontanassero troppo.
Crescendo, i bambini prendevano ad indossare sostanzialmente i vestiti uguali agli adulti in versione più adatta alle loro dimensioni, anche se solitamente apparivano di fattura più semplice. Le gonne delle ragazze, inoltre, non erano spesso aperte sul davanti e solitamente esse non indossavano giacche o camicie da letto.

## Satirizzazione della moda
Joseph Addison nel 1711 su The Spectator fu uno dei primi autori a fare della satira sulla moda dell'epoca, un genere che avrà molta fortuna a partire dalla seconda metà del Settecento.